# 29 décembre
Pour les articles homonymes, voir Vingt-Neuf-Décembre.
29 novembre 29 janvier
Chronologies thématiques
- Croisades
- Ferroviaires
- Sports
- Disney
- Anarchisme
- Catholicisme

Abréviations / Voir aussi
- (° 1852) = né en 1852
- († 1885) = mort en 1885
- a.s. = calendrier julien
- n.s. = calendrier grégorien
- Calendrier
- Calendrier perpétuel
- Liste de calendriers
- Naissances du jour

Le 29 décembre est le 363e jour de l'année du calendrier grégorien, le 364e en cas d'année bissextile.
Il reste deux jours avant la fin de l'année.
C'était généralement le 9e jour du mois de nivôse dans le calendrier républicain français, officiellement dénommé jour du salpêtre.

## Événements

### IXesiècle
- 875 : le roi franc Charles "le Chauve", l'un des petits-fils de Charlemagne et fils de Louis Ier le Pieux, est à son tour couronné Empereur d'Occident par le pape Jean VIII, sous le quantième de Charles II.

### XIIesiècle
- 1170 : assassinat de l'archevêque Thomas Becket, dans la cathédrale de Canterbury.

### XVIesiècle
- 1503 : l'Espagne achève la conquête du royaume de Naples, à la bataille du Garigliano.

### XVIIesiècle
- 1660 : au Royaume-Uni, le roi Charles II dissout le Parlement de la Convention.

### XVIIIesiècle
- 1721 : dans l'Océan indien, occupation et « baptême » de l'"Île-de-France" (future Île Maurice), par les Français.
- 1778 : les Anglais prennent Savannah, la capitale de la Géorgie (guerre d'indépendance des États-Unis).
- 1797 : les Français s'emparent de Mayence, en Allemagne actuelle.

### XIXesiècle
- 1825 : Simón Bolívar abandonne la présidence de la Bolivie à son lieutenant, Antonio José de Sucre.
- 1840 : le général Bugeaud est nommé gouverneur général de l'Algérie occupée par la France.
- 1845 :
  - le Texas devient le 28e État fédéré américain.
  - Début de la grande famine en Irlande[1].
- 1855 : ultimatum autrichien à la Russie (guerre de Crimée).
- 1857 : occupation de Canton, au sud de la Chine, par un corps expéditionnaire franco-britannique.
- 1874 : le général Martinez Campos déclare l'infant don Alfonso roi d'Espagne, sous le quantième d'"Alphonse XII", mettant fin à la dictature républicaine du général Francisco Serrano.
- 1876 : catastrophe ferroviaire d'Ashtabula dans l'Ohio, aux États-Unis.
- 1890 : massacre de Wounded Knee aux États-Unis (guerres indiennes).
- 1895 : tentative de coup d'État de Leander Starr Jameson, en Afrique australe.

### XXesiècle
- 1905 : l'Association de la jeunesse auxerroise est fondé par l'abbé Ernest-Théodore Valentin Deschamps.
- 1911 : indépendance de la Mongolie "extérieure".
- 1933 : assassinat d'Ion Duca, premier ministre roumain, par des membres de la Garde de fer.
- 1934 : le Japon dénonce le traité de Washington de 1922.
- 1948 : résolution no 66, du Conseil de sécurité des Nations unies sur la Palestine.
- 1960 : naissance du Front national de libération du Sud Viêt Nam, appelé Viêtcông par ses adversaires.
- 1962 : les casques bleus occupent Elisabethville, au Katanga (Afrique centrale post-belge francophone).
- 1965 : indépendance du Betchouanaland (futur Botswana, au sud de l'Afrique).
- 1973 : le président philippin Ferdinand Marcos arrive au terme de son mandat électif, mais reste au pouvoir et gouverne par décrets.
- 1981 : les Américains suspendent leurs exportations, notamment de technologies, vers l'Union soviétique, en signe de protestation contre l'instauration de la loi martiale en Pologne.
- 1986 :
  - une bombe explose à 500 mètres de la résidence de vacances du roi d'Espagne Juan Carlos, l'attentat est revendiqué par l'ETA.
  - Bravant l'interdiction de la dictature communiste, des milliers d'étudiants manifestent à Pékin, en Chine.L'écrivain et ancien dissident Václav Havel élu président de la république de Tchécoslovaquie en 1989.
- 1989 :

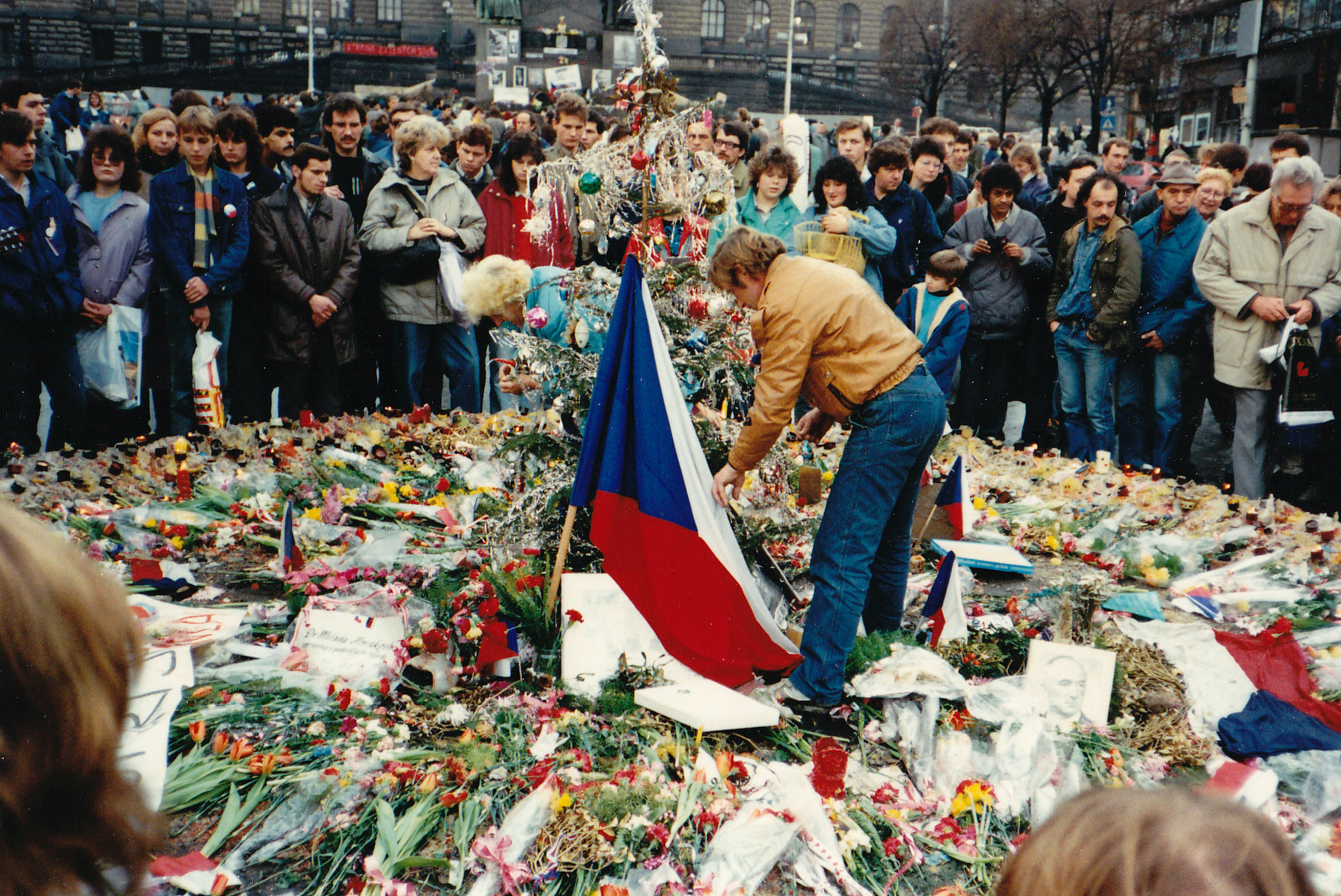
L'écrivain et ancien dissident Václav Havel élu président de la république de Tchécoslovaquie en 1989.

  - la République populaire (communiste) de Pologne redevient la République de Pologne.
  - Václav Havel élu président de la république tchécoslovaque.
- 1993 : les États-Unis et la Russie signent l'accord de désarmement nucléaire Start II.
- 1996 : le gouvernement du Guatemala et la guérilla signent un accord de paix, après trente-six ans de guerre civile et plus de cent quarante mille morts.
- 1998 : au Kosovo, l'OTAN menace les Serbes et l'UCK d'intervenir, si la trêve n'est pas rétablie.
- 1999 : 
  - une enquête débute en Allemagne, sur le financement occulte du parti de l'ancien chancelier Helmut Kohl.
  - Le Majlis proclame Saparmyrat Nyýazow président à vie du Turkmenistan.

### XXIesiècle
- 2009 : en Afghanistan, enlèvement des journalistes français Hervé Ghesquière et Stéphane Taponier.
- 2013 : un attentat-suicide tue une soixantaine de personnes et en blesse une cinquantaine d'autres, à la gare de Volgograd, dans le sud de la Russie.
- 2019 : en Guinée-Bissau, second tour de l'élection présidentielle. C'est Umaro Sissoco Embaló qui remporte le scrutin[2].
- 2024 : 
  - en Croatie, le président sortant, Zoran Milanović, et le candidat des conservateurs au pouvoir, Dragan Primorac, se qualifient pour le second tour de l'élection présidentielle[3].
  - au Tchad, les élections législatives ont lieu afin de renouveler les 161 membres de l'Assemblée nationale du pays[4].

## Art, culture et religion
- 2015 : dissolution du groupe de métal Motörhead.

## Sciences et techniques
- 1987 : Yuri Romanenko, cosmonaute soviétique, revient sur terre après avoir établi le record de la plus longue mission dans l'espace, soit 326 jours, 11 heures et 38 minutes.

## Économie et société
- 1720 : fin du grand  « brûlement » (incendie) de Rennes, déclaré nuitamment une semaine auparavant. Une reconstruction surtout en pierre, s'étalera de 1720/21 à 41, principalement[5].
- 1920 : naissance du Parti communiste français.
- 1962 : la régie automobile Renault accorde une 4e semaine de congés payés à ses salariés[6].
- 2015 : l’OMS annonce la fin de l’épidémie d’Ebola en Guinée.
- 2020 : en Croatie, un tremblement de terre de magnitude 6,4 frappe Petrinja dans le comitat de Sisak-Moslavina, faisant sept morts et une trentaine de blessés[7].
- 2024 : lors du vol Jeju Air 2216, un avion de la compagnie Jeju Air fait une sortie de piste après avoir heurté des oiseaux, à l'aéroport de Muan, en Corée du Sud[8].

## Naissances

### XVIIIesiècle
- 1709 (n.s.) : Élisabeth Ire (Елизавета Петровна), tsarine russe de 1741 à 1762, fille de Pierre le Grand († 5 janvier 1762).
- 1721 : Jeanne Antoinette Poisson, future marquise de Pompadour, favorite de Louis XV à partir de 1745 († 15 avril 1764).
- 1747 : Philip Vickers Fithian, religieux et diariste († 8 octobre 1776).
- 1761 : Louis de Sol de Grisolles, officier de la chouannerie français († 13 avril 1836).
- 1766 : Charles Macintosh, inventeur et chimiste écossais († 25 juillet 1843).
- 1800 : Charles Goodyear, chimiste américain, inventeur de la technique de la vulcanisation du caoutchouc († 11 juillet 1860).

### XIXesiècle
- 1808 : Andrew Johnson, 17e président des États-Unis († 31 juillet 1875).
- 1809 : William Gladstone, Premier ministre britannique († 19 mai 1898).
- 1835 : Louis de Lyvron, écrivain français († 15 septembre 1894.
- 1843 : Élisabeth de Wied, Reine de Roumanie († 2 mars 1916).
- 1846 : Maurice Rollinat, écrivain français († 26 octobre 1903).
- 1847 : Alexis-Xyste Bernard, prélat québécois († 17 juin 1923).
- 1856 : Thomas Joannes Stieltjes, mathématicien néerlandais († 31 décembre 1894).
- 1871 : Giuseppe Motta, homme politique suisse († 23 janvier 1940).
- 1874 : François Brandt, rameur néerlandais († 4 juillet 1949).
- 1876 : Pablo Casals, violoncelliste, chef d'orchestre, et compositeur espagnol († 22 octobre 1973).
- 1879 : Witold Wojtkiewicz, peintre polonais († 14 juin 1909).
- 1881 : Jess Willard, boxeur américain († 15 décembre 1968).
- 1883 : 
  - Forrest Taylor, acteur américain († 19 février 1965).
  - Harry Smith, hockeyeur sur glace canadien († 6 mai 1953).
- 1884 : Maurice Tilliette, footballeur français († 26 août 1973).
- 1886 : Norman Hallows, athlète de fond britannique († 16 octobre 1968).
- 1888 : Josef Beran, cardinal tchèque, primat de Tchécoslovaquie († 17 mai 1969).
- 1890 : Käthe Dorsch, actrice allemande († 25 décembre 1957).
- 1892 : Alexis Nikolaïevitch Tolstoï, écrivain russo-soviétique († 23 février 1945).
- 1893 : Vera Brittain, écrivaine anglaise († 29 mars 1970).
- 1896 : David Alfaro Siqueiros, peintre mexicain († 6 janvier 1974).

### XXesiècle
- 1902 : Nels Stewart, joueur de hockey sur glace canadien († 21 août 1957).
- 1903 : 
  - Christian Matras, directeur de la photographie français († 4 mai 1977).
  - Karel Peeters, journaliste belge († 16 décembre 1975).
- 1904 : Michele Abruzzo, acteur italien († 17 novembre 1996).
- 1905 : René Lemoine, escrimeur français et Compagnon de la Libération († 19 décembre 1995).
- 1910 : 
  - François Carpentier, architecte français († 18 décembre 1976).
  - Ronald Coase, économiste britannique, Prix Nobel d'économie 1991 († 2 septembre 2013).
  - Ruth Hall, actrice américaine († 9 octobre 2003).
- 1911 : 
  - André Claveau, chanteur français († 4 juillet 2003).
  - Claire Dodd, Ziegfeld girl et actrice américaine († 23 novembre 1973).
  - Klaus Fuchs, physicien allemand († 28 janvier 1988).
- 1913 : 
  - Pierre Werner, homme politique luxembourgeois († 24 juin 2002).
  - Else von Möllendorf, actrice allemande († 28 juillet 1982).
- 1915 :
  - Djôsèt Barotchèt, écrivain suisse († 1er janvier 2007).
  - Jo Van Fleet, actrice américaine († 10 juin 1996).
- 1917 : David Hampshire, pilote automobile britannique († 25 août 1990).
- 1918 : Mado Robin, cantatrice soprano française († 10 décembre 1960).
- 1920 : Viveca Lindfors, actrice américaine d’origine suédoise († 25 octobre 1995).
- 1922 : 
  - William Gaddis, écrivain américain († 16 décembre 1998).
  - Louis Valmont Roy, militaire acadien de la Seconde Guerre mondiale († 6 juin 1944).
- 1923 :
  - Cheikh Anta Diop, historien et anthropologue sénégalais († 7 février 1986).
  - Dina Merrill, actrice et productrice américaine († 22 mai 2017).
- 1927 : 
  - Giorgio Capitani, réalisateur italien de cinéma et d'œuvres de fiction († 25 mars 2017).
  - Andy Stanfield, athlète américain spécialiste du sprint, double champion olympique († 15 juin 1985).
- 1928 : Bernard Cribbins, acteur britannique († 27 juillet 2022).
- 1932 : 
  - Eileen Desmond, femme politique irlandaise († 6 janvier 2005).
  - Serge Merlin, acteur français († 16 février 2019).
  - Léon Vachet, homme politique français († 11 novembre 2010).
  - Inga Swenson, actrice américaine.
- 1933 : Joseph Maher, acteur américain († 17 juillet 1998).
- 1934 : 
  - Ed Flanders, acteur américain († 22 février 1995).
  - Vladimir Safronov, boxeur russe champion olympique († 26 décembre 1979).
- 1936 :
  - Mary Tyler Moore, actrice, réalisatrice et productrice américaine († 25 janvier 2017).
  - Ray Nitschke, joueur de football américain († 8 mars 1998).
- 1937 : 
  - Barbara Steele, actrice anglaise.
  - Maumoon Abdul Gayoom, homme politique maldivien.
  - Sayeeda Khanam, photographe bangladaise († 18 août 2020).
  - Claude Wilquin, homme politique français († 22 mars 1996).
- 1938 : Jon Voight, acteur américain.
- 1939 : Jacques Boudet, acteur français.
- 1940 : 
  - Nestor Combin, footballeur franco-argentin.
  - Fred Hansen, athlète américain champion olympique de saut à la perche.
- 1941 :
  - Tarita, actrice française.
  - Ray Thomas, musicien britannique du groupe The Moody Blues († 4 janvier 2018).
- 1942 :
  - Rick Danko, bassiste et chanteur canadien du groupe The Band († 10 décembre 1999).
  - Óscar Andrés Rodríguez Maradiaga, cardinal hondurien, archevêque de Tegucigalpa.
- 1943 : Jacques Bravo, homme politique français, ancien maire de Paris 9è († 18 décembre 2019).
- 1946 :
  - Jacques-André Bertrand, écrivain français († 17 avril 2022).
  - Olimpia Carlisi, actrice italienne.
  - Marianne Faithfull, chanteuse et actrice britannique.
  - Gilles Peress, photographe français.
- 1947 :
  - Ted Danson, acteur américain.
  - Cozy Powell, batteur britannique des groupes Jeff Beck Group et Rainbow († 5 avril 1998).
  - Amata Coleman Radewagen, femme politique américaine.
- 1948 : Judy Blair, pianiste, organiste et chanteuse américaine.
- 1949 : Roger Cantin, réalisateur et scénariste québécois.
- 1950 :
  - Kenan Gürsoy, philosophe et académicien turc.
  - Jon Polito, acteur américain († 1er septembre 2016).
- 1951 :
  - Mike DeGruy, réalisateur américain († 4 février 2012).
  - Yvonne Elliman, chanteuse américaine.
  - Jean-Luc Reitzer, homme politique français.
  - Georges Thurston, auteur-compositeur et interprète québécois († 18 juin 2007).
- 1953 : 
  - Thomas Bach, escrimeur allemand, avocat et président du Comité international olympique.
  - Charlayne Woodard, actrice américaine.
- 1955 :
  - Gustave Parking, humoriste français.
  - Bo Bartlett, peintre américain.
- 1956 : Ptiluc, dessinateur belge.
- 1957 : 
  - Louis Bodin, présentateur français de météorologie télévisée et radiophonique.
  - Vito D'Ambrosio, acteur italo-américain.
  - Oliver Hirschbiegel, réalisateur et acteur allemand.
  - Serge Riaboukine, acteur français.
- 1958 : 
  - Lakhdar Belloumi, footballeur algérien.
  - Nancy J. Currie, astronaute américaine.
  - Robert Weaver, lutteur américain champion olympique.
- 1959 : Patricia Clarkson, actrice américaine.
- 1960 : 
  - David Boon, joueur de cricket australien.
  - John Fitzgerald, joueur de tennis professionnel.
  - Stefan Godin, acteur français.
  - Kayoko Kishimoto, actrice japonaise.
  - Jean-Luc Thiébaut, handballeur français.
  - Hervé Giraud, écrivain français.
- 1961 : 
  - Antoine Durand, acteur québécois.
  - Tyrone Benskin, homme politique et acteur canadien.
- 1962 : Carles Puigdemont, homme politique espagnol président de la Catalogne.
- 1963 : 
  - Dave McKean, artiste britannique.
  - Kim Moon-soo, joueur de badminton sud-coréen.
- 1964 : 
  - Michael Cudlitz, acteur américain.
  - Shingo Tsurumi, acteur japonais.
- 1965 : Dexter Holland, chanteur du groupe The Offspring.
- 1966 : 
  - Christian Kracht, écrivain suisse.
  - Jason Gould, acteur américain.
  - Laurent Boudouani, boxeur français.
  - Heimo Pfeifenberger, footballeur autrichien.
  - Fabrice Loher, homme politique français.
- 1967 :
  - Laurent Gerra, imitateur et humoriste français.
  - Dirk Schuster, footballeur allemand.
  - Lilly Wachowski, réalisatrice américaine.
  - James McTeigue, réalisateur australien.
  - Evan Seinfeld, musicien américain.
  - Thorsten Weidner, fleurettiste allemand champion olympique.
- 1968 : Peter Dzúrik, footballeur slovaque († 9 septembre 2010).
- 1969 :
  - Dvir Benedek, acteur israélien.
  - Yamin Dib, acteur et chanteur français.
  - Patrick Fischler, acteur américain.
  - George Fisher, chanteur américain.
  - Allan McNish, pilote automobile écossais.
- 1970 : 
  - Enrico Chiesa, footballeur italien.
  - Kevin Weisman, acteur américain.
- 1971 : 
  - Mike Budenholzer, basketteur américain.
  - Niclas Alexandersson, footballeur suédois.
  - Dominic Dale, joueur de snooker gallois.
  - Jeroen Blijlevens, coureur cycliste néerlandais.
- 1972 : 
  - Jaromír Blažek, footballeur tchèque.
  - Barry Atsma, acteur néerlandais.
  - Jude Law, acteur britannique.
  - Leonor Varela, actrice et mannequin franco-chilienne.
- 1973 : 
  - Edwige Lemoine, actrice française.
  - Christophe Rinero, coureur cycliste français.
  - Patrice Verchère, homme politique français.
- 1974 : 
  - O'Neil Bell, boxeur jamaïcain († 25 novembre 2015).
  - Mekhi Phifer, acteur et réalisateur américain.
  - Maria Dizzia, actrice américaine.
  - Evgeny Tarelkin, spationaute russe.
  - Pape Malick Diop, footballeur sénégalais.
  - Philippe Geneletti, chef cuisinier français.
- 1975 : Shawn Hatosy, acteur américain.
- 1976 : 
  - Danny McBride, acteur et humoriste américain.
  - Dome Karukoski, réalisateur finlandais.
- 1977 :
  - Benjamin Griveaux, homme politique français.
  - Artem Chelyadinski, footballeur biélorusse.
  - Tuomo Könönen, footballeur finlandais.
  - Katherine Moennig, actrice américaine.
- 1978 : 
  - Ennis Esmer, acteur canadien.
  - Ali Hillis, actrice et productrice américaine.
  - Noriko Aoyama, actrice et mannequin japonaise.
  - Kieron Dyer, footballeur anglais.
  - Hélène Laporte, femme politique française.
  - Angelo Taylor, athlète américain spécialiste du 400 m haies, triple champion olympique.
- 1979 : 
  - Diego Luna, acteur mexicain.
  - Mark Sinyangwe, footballeur zambien († 11 août 2011).
  - Alfonso Bassave, acteur espagnol.
  - Jennifer Ehle, actrice américaine d'origine anglaise.
  - Maxime Zianveni, basketteur français.
- 1980 : 
  - Dorus de Vries, footballeur néerlandais.
  - Ximena Ayala, actrice mexicaine.
  - Valérie Milea Ita, basketteuse en fauteuil roulant française.
- 1981 : 
  - Shizuka Arakawa, patineuse artistique japonaise.
  - Alice Rohrwacher, réalisatrice et scénariste italienne.
  - Charlotte Riley, actrice britannique.
- 1982 :
  - Marko Basa, footballeur monténégrin.
  - Gabrielle Destroismaisons, chanteuse québécoise.
  - Diego Mainz, footballeur espagnol.
  - Julia Wertz, dessinatrice de bande dessinée américaine.
  - Alison Brie, actrice américaine.
  - Teresa Tavares, actrice portugaise.
- 1983 : 
  - Angela Scanlon, journaliste et présentatrice irlandaise.
  - Iván Cambar, haltérophile cubain.
- 1984 : 
  - Ryunosuke Naito, chef cuisinier japonais.
  - Sean Stone, acteur américain.
  - Eduar Villanueva, athlète vénézuélien.
- 1985 : Kassim Bizimana, footballeur burundais.
- 1986 : Khin Hnin Kyi Thar, journaliste et philanthrope birmane.
- 1987
  - Gary Chauvin, joueur de volley-ball français.
  - Graham Cummins, footballeur irlandais.
  - Steve Davies, footballeur anglais.
  - Yuhi Sekiguchi, pilote automobile japonais.
  - Iain De Caestecker, acteur écossais.
- 1988 : 
  - Ágnes Szávay, joueuse de tennis hongroise.
  - Gérard Gohou, footballeur ivoirien.
  - Serghei Țvetcov, coureur cycliste roumain.
- 1989 : 
  - Timothée Adolphe, athlète handisport français.
  - Khalid Karami, footballeur néerlando-marocain.
  - Kei Nishikori, joueur de tennis japonais.
  - Amélie Darvas, chef cuisinière française.
  - Jane Levy, actrice américaine.
  - Harri Säteri, hockeyeur sur glace finlandais.
  - Vladimir Brčkov, basketteur macédonien.
- 1990 : 
  - Sofiane Hanni, footballeur franco-algérien.
  - Brian Vernel, acteur écossais.
  - Richard Smallwood, footballeur anglais.
  - Suzane, chanteuse française.
- 1991 : 
  - Steven Caulker, footballeur anglais.
  - Odubel Herrera, joueur de baseball vénézuélien.
- 1992 : 
  - Mislav Oršić, footballeur croate.
  - Briante Weber, basketteur américain.
  - Théophile Onfroy, rameur français.
  - Willie Smit, coureur cycliste sud-africain.
  - Océane Amsler, vidéaste web française.
- 1993 : 
  - Jan Sýkora, footballeur tchèque.
  - Tony Watt, footballeur écossais.
  - Sébastien Thill, footballeur luxembourgeois.
  - Mélissa Alves, joueuse de squash française.
- 1994 : 
  - Kako, princesse impériale du Japon.
  - Chinazum Nwosu, taekwondoïste nigériane.
  - Louis Schaub, footballeur autrichien.
  - Lennard Hofstede, coureur cycliste néerlandais.
  - Zakari Souleymane, footballeur nigérien.
- 1995 : Ross Lynch, chanteur et acteur américain.
- 1996 : 
  - Óscar Estupiñán, footballeur colombien.
  - Minatozaki Sana, chanteuse japonaise du groupe Twice.
  - Dylan Minnette, acteur américain.
- 1997 : 
  - Terence Vancooten, footballeur guyanien.
  - Davina Michel, boxeuse française.
- 1998 : 
  - Victor Osimhen, footballeur nigérian.
  - Paris Berelc, actrice et mannequin américaine.
  - Seamus Davey-Fitzpatrick, acteur américain.
  - Kalpi Ouattara, footballeur ivoirien.
- 1999 : 
  - Andreas Skov Olsen, footballeur danois.
  - Francisco Trincão, footballeur portugais.
- 2000 : 
  - Eliot Vassamillet, chanteur belge.
  - Orkun Kökçü, footballeur turc.

## Décès

### XIIesiècle
- 1170 : Thomas Becket, archevêque anglais (° 21 décembre 1117).

### XIVesiècle
- 1302 : Wislaw II, duc de Rügen (° ca 1240).

### XVIIesiècle
- 1606 : Étienne II Bocskai, prince de Transylvanie (° 1er janvier 1557).
- 1661 : Jacques Chausson, ancien douanier et écrivain français, brûlé vif avec son complice Jacques Paulmier dit Fabri (° ca 1618).

### XVIIIesiècle
- 1717 : Giovanni Clericato, théologien italien (° 8 septembre 1633).
- 1743 : Hyacinthe Rigaud, portraitiste français (° 18 juillet 1659).
- 1755 : Gabrielle-Suzanne de Villeneuve, romancière française (° 28 novembre 1685).

### XIXesiècle
- 1815 : Sawtche, la Vénus Hottentote, esclave Khoïkhoïs déportée d'Afrique australe en Europe (° v. 1789).
- 1825 : Jacques-Louis David peintre français (° 30 août 1748).
- 1832 : Étienne François Sallé de Chou, homme politique français, député du Berry aux États généraux de 1789 (° 9 mars 1754).
- 1834 : Thomas Malthus, économiste britannique (° 13 février 1766).
- 1835 : Madame Sans-Gêne (Catherine Hubscher dite), épouse du maréchal Lefebvre duc de Dantzig (° 2 février 1753).
- 1862 : François-Nicolas-Madeleine Morlot, cardinal français, archevêque de Paris (° 28 décembre 1795).
- 1886 :
  - Alphonse de Boissieu, archéologue français (° 11 décembre 1807).
  - Addison C. Gibbs, homme politique américain (° 9 juillet 1825).
  - Alois Pokorny, naturaliste et directeur de lycée autrichien (° 22 mai 1826).
- 1889 : Glélé, dixième roi du Dahomey (° inconnue).
- 1891 : Léopold Kronecker, mathématicien allemand (° 7 décembre 1823).

### XXesiècle
- 1904 : Edward Treharne, joueur de rugby gallois (° 22 mars 1862).
- 1910 : Reginald Frank Doherty, joueur de tennis britannique (° 14 octobre 1872).
- 1919 : William Osler, médecin et universitaire canadien (° 12 juillet 1849).
- 1921 : Hermann Paul, philologue allemand (° 7 août 1846).
- 1925 : Félix Vallotton, artiste franco-suisse (° 28 décembre 1865).
- 1927 : Patrick Leahy, athlète américain (° 20 mai 1877).
- 1929 : Wilhelm Maybach, ingénieur et industriel allemand (° 9 février 1846).
- 1930 : Xavier de Cardaillac, avocat, historien, traducteur et journaliste français (° 10 juin 1858).
- 1931 : Bob Gould, joueur de rugby gallois (° 1er juillet 1878).
- 1935 : Pierre Coste, religieux catolique, historien et biographe français.
- 1940 : Alberto Balderas, matador mexicain (° 8 octobre 1910).
- 1941 : 
  - Josef Allram, professeur et écrivain autrichien (° 22 novembre 1860).
  - Rajka Baković, résistante yougoslave (° 2 septembre 1920).
  - Tullio Levi-Civita, mathématicien italien (° 29 mars 1873).
- 1946 : Charles-Henri Dumesnil, officier de marine français (° 4 décembre 1868).
- 1952 : Fletcher Henderson, pianiste et chef d’orchestre américain (° 18 décembre 1898).
- 1958 : Edward Peil Sr., acteur américain (° 18 janvier 1883).
- 1962 : Georges Rozet, journaliste et écrivain français (° 26 août 1871).
- 1967 : 
  - Toranosuke Ogawa, acteur japonais (° 1er décembre 1897).
  - Maurice Garçon, avocat, essayiste, romancier, historien et académicien français (°  25 novembre 1889).
  - Paul Whiteman, chef d’orchestre de jazz américain (° 28 mars 1890).
- 1972 : Armand Boutrolle, sculpteur français (° 28 février 1886)
- 1973 : Jimmy Brownlie, footballeur écossais (° 15 mai 1885).
- 1974 : 
  - Peter Reijnders, réalisateur et photographe néerlandais (° 24 juillet 1900).
  - Sophie Podolski, poétesse belge (° 8 octobre 1953).
  - Robert Ellis du Reel, acteur, réalisateur et scénariste américain (° 27 juin 1892).
- 1975 : 
  - Sigurd Lewerentz, architecte suedois (° 29 juillet 1885).
  - Bill Graham, saxophoniste américain (° 8 septembre 1918).
  - René Enjalbert, homme politique français (° 8 septembre 1890).
- 1976 : 
  - Ivo Van Damme, athlète belge (° 21 octobre 1954).
  - Victor Simon, peintre français (° 23 janvier 1903).
  - Fernand Dussert, homme politique français (° 4 août 1904).
  - Gerald Basil Edwards, écrivain britannique (° 8 juillet 1899).
- 1977 : 
  - Louis Née, directeur de la photographie français (° 31 octobre 1895).
  - Hugo Lahtinen, athlète finlandais (° 29 novembre 1891).
  - Leonardo Bonzi, producteur et réalisateur italien (° 22 décembre 1902).
- 1978 : Jean Ségurel, accordéoniste français (° 13 octobre 1908).
- 1980 :
  - Tim Hardin, musicien et compositeur américain (° 23 décembre 1941).
  - Nadejda Mandelstam, écrivaine russe (° 30 octobre 1899).
  - Luigi Lucotti, coureur cycliste italien (° 18 décembre 1893).
- 1983 : Lloyd Ahern, directeur de la photographie américain (° 7 avril 1905).
- 1986 :
  - Harold Macmillan, premier ministre britannique de 1957 à 1963 (° 10 février 1894).
  - Andreï Tarkovski, réalisateur soviétique (° 4 avril 1932).
- 1987 : Ianina Jeïmo, actrice soviétique d'origine polonaise (° 29 septembre 1909).
- 1988 : 
  - Émile Aillaud, architecte français (° 18 janvier 1902).
  - Mike Beuttler, pilote automobile britannique (° 13 avril 1940).
- 1992 : Jean Darrieussecq, joueur de rugby français (° 6 mars 1924).
- 1994 : Frank Thring, acteur australien (° 11 mai 1926).
- 1995 : Lita Grey, actrice américaine, deuxième épouse de Charlie Chaplin (° 15 avril 1908).
- 1996 :
  - Daniel Mayer, personnalité politique française (° 29 avril 1909).
  - Mireille, comédienne et chanteuse française, veuve du philosophe Emmanuel Berl (° 30 septembre 1906).
- 1997 : Pierre Briquet, général français (° 28 décembre 1917).
- 1998 : 
  - Don Taylor, réalisateur et acteur américain (° 13 décembre 1920).
  - Hubert Deschamps, acteur français (° 13 septembre 1923).
- 2000 : Jacques Laurent (dit Cécil Saint-Laurent), écrivain, journaliste et académicien français (° 5 janvier 1919).

### XXIesiècle
- 2001 : 
  - Takashi Asahina, chef d'orchestre japonais (° 9 juillet 1908).
  - Cássia Eller, chanteuse et guitariste (° 10 décembre 1962).
  - Florian Fricke, musicien allemand (° 23 février 1944).
  - Anatoli Koubatski, acteur et réalisateur soviétique puis russe (° 1er novembre 1908).
- 2002 : Don Clarke, joueur de rugby à XV néo-zélandais (° 10 novembre 1933).
- 2003 : 
  - Michael Courtney, nonce apostolique au Burundi (° 5 février 1945).
  - Earl Hindman, acteur américain (° 20 octobre 1942).
  - Don Lawrence, dessinateur de bandes dessinées britannique(° 17 novembre 1928).
  - Bob Monkhouse, acteur et scénariste britannique (° 1er juin 1928).
  - Michel Zanoli, cycliste sur route néerlandais (° 10 janvier 1968).
- 2004 : 
  - Julius Axelrod, savant américain, prix Nobel de médecine en 1970 (° 29 mai 1912).
  - William Boyett, acteur américain (° 3 janvier 1927).
  - John Bridgeman, sculpteur britannique (° 2 février 1916).
  - Eugenio Garin, historien, philosophe et philologue italien (° 9 mai 1909).
- 2005 : Noël Audet, romancier et poète québécois (° 23 décembre 1938).
- 2006 : Anne-Marie Carrière, actrice et chansonnière humoriste française (° 16 janvier 1925).
- 2007 : 
  - Narciso de Andrade, écrivain, poète et journaliste brésilien (° 20 juillet 1925).
  - Phil O'Donnell, footballeur écossais (° 25 mars 1972).
- 2008 :
  - Freddie Hubbard, trompettiste et compositeur de jazz américain (° 7 avril 1938).
  - Ted Lapidus, couturier français (° 23 juin 1929).
  - Michel Vianey, écrivain, journaliste, scénariste et réalisateur français (° 9 février 1930).
- 2010 : Bill Erwin, acteur américain (° 2 décembre 1914).
- 2012 : 
  - Guy Borremans, photographe et directeur de la photographie québécois d’origine belge (° 11 juillet 1934).
  - Jean Topart, acteur et doubleur vocal français (° 13 avril 1922).
  - Tony Greig, joueur de cricket anglais (° 6 octobre 1946).
- 2013 : 
  - Catherine Bégin, actrice québécoise (° 22 avril 1939).
  - Wojciech Kilar, compositeur polonais (° 17 juillet 1932).
- 2015 :
  - Lilian Camberabero, joueur de rugby à XV français (° 15 juillet 1937).
  - Pavel Srníček, footballeur tchèque (° 10 mars 1968).
- 2016 :
  - Raymond Burki, dessinateur, caricaturiste et illustrateur suisse (° 2 septembre 1949).
  - Néstor Gonçálves, footballeur uruguayen (° 27 avril 1936).
  - Ferdi Kübler, coureur cycliste suisse (° 24 juillet 1919).
  - Lucien Schaeffer, footballeur français (° 6 juin 1928).
  - Olga Ulianova, historienne chilienne (° 23 février 1963).
- 2017 : 
  - Carmen Franco y Polo, fille unique du dictateur Francisco Franco (° 14 septembre 1926).
  - Peggy Cummins, actrice britannique (° 18 décembre 1925).
- 2018 : 
  - Rosenda Monteros, actrice mexicaine (° 31 août 1935).
  - June Whitfield, actrice anglaise (° 11 novembre 1925).
  - Ringo Lam, réalisateur hongkongais (° 8 décembre 1955).
- 2019 : 
  - Alasdair Gray, romancier, poète, dramaturge et peintre écossais (° 28 décembre 1934).
  - Neil Innes, écrivain et chanteur britannique (° 9 décembre 1944).
- 2020 :
  - John Paul Jr., pilote automobile américain (° 19 février 1960).
  - Claude Bolling, pianiste de jazz, chef d'orchestre, compositeur et arrangeur français (° 10 avril 1930).
  - Pierre Cardin (Pietro Costante Cardin), couturier et homme d'affaires français d'origine italienne (° 2 juillet 1922).
- 2021 : 
  - Messaoudi Hassan, chirurgien algérien (° 1967).
  - Christian Gyan (Christian Attah Gyan), footballeur ghanéen (° 2 novembre 1978).
- 2022 : 
  - Pelé, footballeur brésilien triple vainqueur de la Coupe du monde — 1958, 1962, 1970 (° 23 octobre 1940).
  - Pierre Bouladou, haltérophile français (° 18 novembre 1925).
- 2023 : 
  - Hermann Baumann, corniste allemand (° 1er août 1934).
  - Gustavo Cisneros, investisseur et chef d'entreprise vénézuélien (° 1er juin 1945).
- 2024 : 
  - Ahmed Adawiya, chanteur égyptien (° 26 juin 1945).
  - Marie-Claude Beaud, commissaire d'exposition et conservatrice de musée française (° 22 février 1947).
  - Alekseï Bougaïev, footballeur russe (° 25 août 1981).
  - Aaron Brown, journaliste et un animateur de télévision américain (° 10 novembre 1948).
  - Jimmy Carter, homme d'État américain, 39e président des États-Unis (° 1er octobre 1924).
  - Joe Grech, chanteur et compositeur maltais (° 9 février 1934).
  - Marcel-Francis Kahn, médecin rhumatologue français (° 1er novembre 1929).
  - Linda Lavin, actrice, réalisatrice et chanteuse américaine (° 15 octobre 1937).
  - Dada Masilo, danseuse et chorégraphe sud-africaine (° 1985).

## Célébrations

### Nationale
- Irlande : journée de la Constitution.

### Religieuse
- Christianisme orthodoxe : mémoire des frères apôtres Jacques et Jean l'évangéliste (voir l'avant-veille 27 décembre pour ce dernier), les deux fils de Zébédée, avec lectures des Ac. 12, 1-17 et Jc 1, 1-12 ; I Jn 1, 1-10 et de Jn 21, 20-25 dans le lectionnaire de Jérusalem.

### Saints des Églises chrétiennes

#### Personnages bibliques juifs
- David († Xe siècle av. J.-C. - ° sans doute au XIe siècle av. J.-C.).
- Salomon († -931).

#### Saints des Églises catholiques et orthodoxes
Saints des Églises catholiques et orthodoxes :
- Albert de Gambron (VIIe ou VIIIe siècle), solitaire dans le Maine, sur les bords de l'Oudon.
- Benjamin de Nitrie († 392), moine de Nitrie, en Égypte.
- Évroult (°627 - †707), Évroult d'Ouche ou Ebrulfus ou Yvrou, officier de Childéric II, originaire de Bayeux, higoumène (abbé) au pays d'Ouche, dans le diocèse d'Évreux, en Normandie.
- Florent († 664), Florent de Bourges, évêque de Bourges, en Berry.
- Georges l'Hymnographe (IXe siècle), évêque de Nicomédie, en Bithynie).
- Lybose († vers 258), ou Libosus en latin, évêque de Vaga, martyr en Afrique avec Dominique, Victor, Primieu, Saturnin, Crescent, Second, Honorat, sous la persécution de Valérien.
- Marcel de Constantinople († vers 485), originaire de Syrie, higoumène (abbé) du monastère des Acémètes de Constantinople[11]
- Martinien († vers 435), 17e archevêque de Milan, en Lombardie, qui assista au concile d'Ephèse, en 431, et s'opposa au nestorianisme ; célébré le 2 janvier[12] par les Églises orthodoxes.
- Meldroc (VIIe siècle), Irlandais d'origine, évêque de Vannes, en Bretagne - date orientale - fêté en Occident le 27 juin.
- Thaddée de Constantinople († vers 818), esclave scythe (slave) de saint Théodore Stoudite, devenu moine du Stoudion de Constantinople, martyr par flagellation.
- Trophime (IIe siècle), Trophime d'Arles, premier évêque d'Arles, en Provence.

#### Saints et bienheureux des Églises catholiques
Saints et bienheureux des Églises catholiques :
- Barbara († 1839), Barbara Cho Chung-i, martyre en Corée.
- Bénédicte († 1839), Bénédicte Hyon Kyong-nyon, veuve, catéchiste, martyre décapitée à Séoul, en Corée, avec six compagnons.
- Elisabeth († 1839), Elisabeth Chong Chong-Hye, laïque coréenne, martyre en Corée, célébrée le 29 décembre et le 20 septembre.
- Gérard (° vers 1267 - †1342), Gérard Cagnoli, bienheureux, religieux de l’Ordre des Mineurs à Randazzo, près de Palerme, en Sicile, ermite.
- Giraud († 1031), originaire de Mantes (la Jolie), dans la vallée de la Seine, élève de Gerbert d'Aurillac (le pape Sylvestre II).
- Guillaume Howard († 1680), bienheureux, vicomte de Stafford, martyr à la Tour de Londres, sous le roi Charles II d'Angleterre.
- Quatre martyrs espagnols († 1936) : Joseph Aparicio Sanz, à Paterna, Henri-Jean Requena (pl), et Joseph Perpiña Nacher (pl), à Picadero de Paterna, Jean-Baptiste Ferreres Boluda (pl), à San Miguel de los Reyes, pendant la guerre civile d'Espagne.
- Madeleine († 1839), Madeleine Han Yong-i, martyre coréenne, sainte.
- Madeleine († 1839), Madeleine Yi Yong-dog, martyre coréenne.
- Paul († 1597), Paul de Marie, bienheureux, frère convers dominicain à Séville, en Andalousie.
- Thomas († 1170), Thomas Beckett, ou Becket, archevêque de Canterbury, martyr.

#### Saints orthodoxes du jour,aux dates parfois"juliennes"ou orientales
Saints des Églises orthodoxes :
- Marc (XIe siècle et XIIe siècle), Marc le Fossoyeur avec Théophile (ru), et Jean l'Endurant (ru), de la Laure des Grottes de Kiev.
- Nathalie(3), Eudoxie(2), Anne(2), Matrone, Barbara, Euphrosyne, Agrippine († 1942), martyres par la main des communistes.
- Théodose († 1938), prêtre, martyr par la main des communistes.
- Théophile (ru) († 1412), de Louga, et Omoutch, en Russie.

### Prénoms du jour
Bonne fête aux Daoud, David et leurs variantes : Dave, Davia, Daviane, Davida, Davide, Davina, Davis, Davy (spécifiquement fêtés les 20 septembre), Dewi, Divi, Dodi, etc.
Et aussi aux :
- Abigaëlle, Abigail, Abigael(le), Abigaël, Abigahel, Abigahël, Abigaïl (les Gaël et leurs variantes étant plutôt fêté.e.s avec les Judicaël, quelques jours avant en décembre),
- aux Bernez,
- Évroult,
- Maeleg,
- Trophime.

## Traditions et superstitions

### Dictons
- « À la sainte-Luce [13 décembre] les jours rallongent / croissent du saut d'une puce, à la saint Thomas du cri du jars. »[13]
- « À la saint Thomas[14], les jours sont au plus bas. »[15]
- « Les froids de saint Évroult sont des froids de loup.»[16]
- « Pour saint Thomas, tue ton porc maigre ou gras. »[réf. nécessaire]
- « S'il gèle à la saint Thomas, il gèlera encore trois mois. »[17]

### Astrologie
- Signe du zodiaque : 8e jour du Capricorne.